# Roberto Diago
Pour les articles homonymes, voir Diago.
Roberto Diago, né à La Havane le 13 août 1920 et mort à Madrid le 20 janvier 1955, est un peintre cubain.
Plusieurs de ses œuvres, dont Virgen de la Caridad (1946), se trouvent au Musée national des beaux-arts de Cuba.